# Perry Green

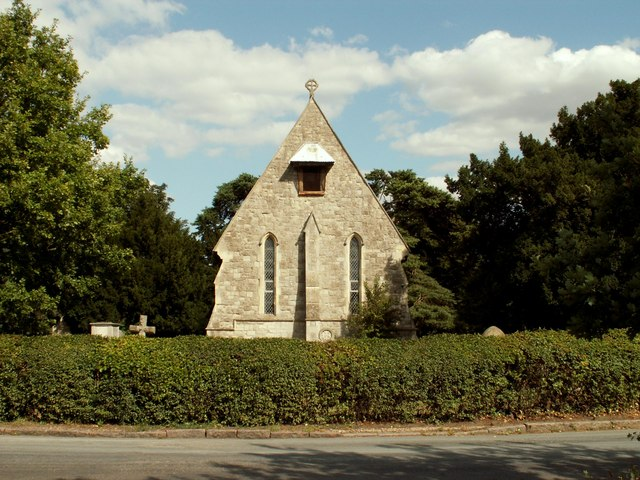
Igreja de St. Thomas, em Perry Green

Perry Green é um pequeno vilarejo inglês situado no Hertfordshire, entre Londres e Cambridge, perto de Much Hadham.
É um local com muito espaço e uma área da Inglaterra que é muito protegida, uma espécie de "cinturão-verde", que não apresenta muitos prédios e onde é proibido construir.

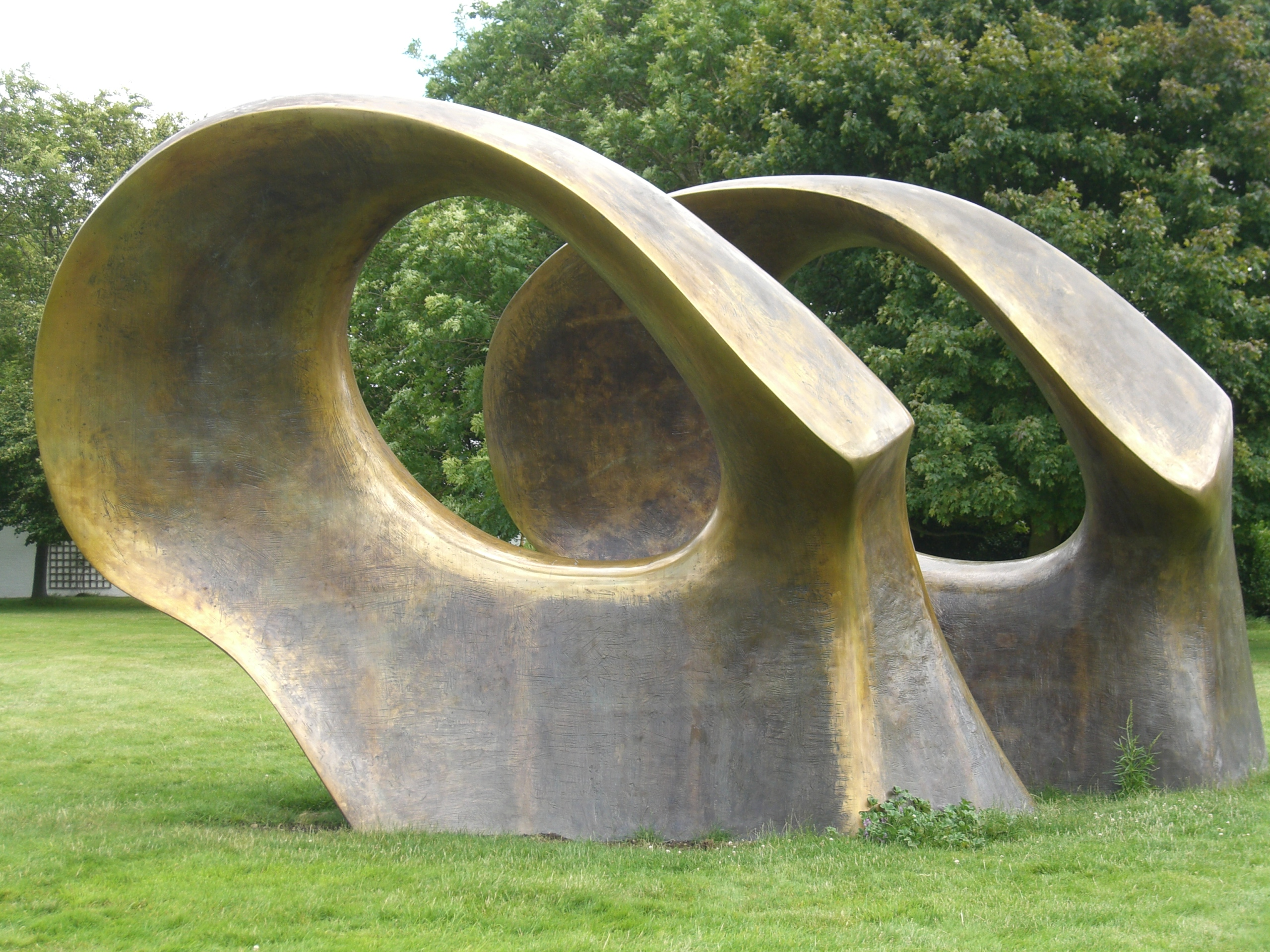
Escultura de Henry Moore na fundação

Foi em Perry Green que o escultor Henry Moore viveu parte de sua vida e onde veio a falecer, e também o local em que  ele instalou a The Henry Moore Foundation em 1977, e que abriga inúmeras de suas obras escultóricas.
A fundação ocupa 70 acres e no local se encontram os estúdios, os celeiros e as galerias onde Henry Moore trabalhava, muitos deles permanecendo do jeito que eram na época em que o escultor era vivo.